# Aparecida de Goiânia
Aparecida de Goiânia är en snabbt växande stad och kommun i Brasilien och ligger i delstaten Goiás. Folkmängden uppgår till cirka en halv miljon invånare. Aparecida de Goiânia är belägen strax sydost om Goiânia, delstatens huvudstad, och ingår i denna stads storstadsområde.
Aparecida de Goiânia fick kommunrättigheter 1963, från att tidigare varit ett distrikt tillhörande Goiânia. Orten hette Goialândia mellan åren 1958 och 1963, från att tidigare gått under namnet Aparecida de Goiás.

## Administrativ indelning
Kommunen var år 2010 indelad i två distrikt:
- Aparecida de Goiânia
- Nova Brasília

## Befolkningsutveckling
| Område              | Areal (km²)   | Invånarantal 1 augusti 2000 | Invånarantal 1 augusti 2010 | Invånarantal 1 juli 2014 |
| ------------------- | ------------- | --------------------------- | --------------------------- | ------------------------ |
| Kommun              | 288,34        | 336 392                     | 455 657                     | 511 323                  |
| ...varav centralort | Ingen uppgift | 335 547                     | 455 193                     | Ingen uppgift            |